# 梅坎尼克斯堡鎮區 (伊利諾伊州桑加蒙縣)
梅坎我尼克斯堡鎮區（英語：Mechanicsburg Township）是位於美國伊利諾伊州桑加蒙縣的一個行政鎮區。

## 地方資料
根據2010年美國人口普查的數據，梅坎我尼克斯堡鎮區的面積為94.40平方千米，當中陸地面積為94.40平方千米，而水域面積為0.00平方千米。當地共有人口2294人，而人口密度為每平方千米24.3人。